# Лудвигсвинкел
Лудвигсвинкел (њем. Ludwigswinkel) општина је у њемачкој савезној држави Рајна-Палатинат. Једно је од 84 општинска средишта округа Југозападни Палатинат. Према процјени из 2010. у општини је живјело 814 становника. Посједује регионалну шифру (AGS) 7340029.

## Географски и демографски подаци
Лудвигсвинкел се налази у савезној држави Рајна-Палатинат у округу Југозападни Палатинат. Општина се налази на надморској висини од 240 метара. Површина општине износи 21,3 km². У самом мјесту је, према процјени из 2010. године, живјело 814 становника. Просјечна густина становништва износи 38 становника/km².

## Међународна сарадња
| Мјесто | Држава    | Врста сарадње | Од    |
| ------ | --------- | ------------- | ----- |
|        | Француска | партнерство   | 1973. |
| Извор  |           |               |       |